# Valeo Foods
Valeo Foods è una multinazionale europea di prodotti alimentari e bevande di marca. Ha nel suo portafoglio più di 50 brand internazionali venduti in oltre 90 paesi, tra cui Rowse Honey, Odlums, Batchelors, Jacob's, Dolciaria Balconi,  Kelkin, Dolciaria Val d'Enza, Melegatti. L'attività combina produzione alimentare, sviluppo del marchio, distribuzione e vendita

## Storia
Valeo Foods è stata fondata nel settembre 2010 dalla fusione di Batchelors, un produttore e partner nella categoria di vendita al dettaglio di una serie di marchi di alimenti e bevande più noti d'Irlanda, e Origin Foods, la divisione alimentare di Origin Enterprises Plc con sede in Irlanda.
Nell'agosto 2011, la società ha acquisito Jacob Fruitfield, un produttore di biscotti, salse e conserve, creando il più grande fornitore irlandese di cibo a temperatura ambiente (cibo stabile a scaffale) per il commercio di generi alimentari e un fornitore per il mercato del Regno Unito. Nel marzo 2014 Valeo Foods ha aggiunto ai suoi marchi Rowse Honey, il più grande produttore di miele e leader di categoria nel Regno Unito.
Nel giugno 2015, Valeo Foods ha annunciato l'acquisizione per 200 milioni di euro di Dolciaria Balconi, un produttore alimentare italiano specializzato in pan di spagna, wafer e biscotti.
Il 28 luglio 2015, Origin Enterprises plc, ha ceduto la sua partecipazione del 32% in Valeo Foods Group Limited a CapVest Partners LLP.
Nell'aprile 2017 ha rilevato dal fondo di private equity Alto Partner la società italiana Dolciaria Val d'Enza.
Nell'agosto 2018, Valeo Foods ha acquisito Tangerine Confectionery.
Nel 2019, lo studio legale Walker Morris ha consigliato a Valeo Foods la vendita di Nimbus Foods a Meadow Foods Limited, il principale fornitore di ingredienti a base di latte del Regno Unito.
Nel luglio 2025, Valeo Foods ha acquisito Melegatti.